# 6Г16
6Г16 (индес ГРАУ; заводское обозначение — ГСН-19) — бесшумный 30 мм подствольный гранатомёт, был разработан в начале 1970-х годов в ЦНИИточмаш для использование в бесшумном гранатомётном комплексе «Тишина», где он устанавливался на состоявший на вооружении спецназа автомат АКМС. Примерно с начала 1980-х годов в модификации 6Г17 в составе бесшумного гранатомётного комплекса 6С1 «Канарейка» устанавливался на автомат АКС-74УБ с глушителем ПБС-4.

## История
К концу 1960-х для КГБ была разработана серия бесшумных стрелково-гранатомётных комплексов, и это заинтересовало спецназ ГРУ, думавшего о диверсиях в тылу противника (в том числе против стратегических ракетных комплексов). В 1969—1970 гг. была проведена научно-исследовательская работа, после 1971 года под «комитетские» боеприпасы Г. П. Петропавлов и В. А. Тихомиров разработали новое стреляющее устройство АГ018, и к февралю 1975 гранатомёт в составе комплекса прошёл все испытания и был принят на вооружение. Серийное производство началось на Тульском оружейном заводе с 1979 года в крайне небольших количествах.

## Конструкция
Бесшумный подствольный гранатомёт 6Г16 представляет собой оружие раздельного заряжания, в котором выстреливаемая граната заряжается в ствол с дульной части, а вышибной (метательный) заряд подаётся в его казённую часть. В момент выстрела пороховые газы холостого патрона толкают вперёд поршень, расположенный в задней части ствола, разгоняя поршень и гранату до скорости свыше 100 м/с (до 175 м/с для 6Г17). После вылета гранаты из ствола поршень останавливается в стволе, запирая находящиеся под высоким давлением пороховые газы в замкнутом объёме. После их остывания и падения давления до безопасного возможно перезаряжание гранатомёта, то есть заряжание в ствол новой гранаты (при этом поршень осаживается назад), выбрасывание стреляной гильзы и досылания нового вышибного патрона. Перезарядка оружия патронами осуществляется из отъёмного коробчатого магазина (ёмкостью 8 патронов для 6Г16 или 10 для 6Г17), расположенного в рукоятке гранатомёта, при помощи продольно скользящего поворотного затвора винтовочного типа. Для ведения огня на гранатомёте имеются спусковой крючок и ручной предохранитель.
Используются гранаты двух типов — боевые кумулятивно-зажигательные 7Г20 (БМЯ-31) и учебные УМЯ-31 с инертной БЧ, помеченный зелёной полоской вокруг корпуса. В обоих случаях стабилизация гранаты в полёте осуществляется её вращением, для чего на корпусе гранаты выполнены готовые выступы для следования по нарезам в стволе гранатомёта.
Для прицеливания при стрельбе из гранатомёта на колодку целика автомата устанавливается специальный складной прицел, используемый вместе со штатной мушкой автомата. Для установки гранатомёта на автомат используются специальные крепления, при этом ранний вариант (для АКМС) и поздний (для АКС-74УБ) имеют разные системы кронштейнов и несовместимы по посадочным местам.

## В компьютерных играх
- Применяется на автоматах АКС-74У в игре Call of Duty: Black Ops (миссия «Возрождение»).
- ArmA 2: DayZ mod.7.62
- Присутствует в составе автоматно-гранатомётных комплексов Тишина и Канарейка в играх Альфа: Антитеррор, Альфа: Мужская работа, и в сборнике Альфа: Антитеррор Золотая коллекция с установленной модификацией Needful Things.
- В игре Калибр у оперативника «Лазутчик» (ССО РБ) установлен на АКС-74УБ (модификация АКС-74У)